# Гудани
Гудани (груз. გუდანი) — село на севере Грузии, в исторической области Хевсурети, на южном склоне Главного Кавказского хребта. Относится к Душетскому муниципалитету в краю Мцхета-Мтианети. Расположено у подножия Хевсуретского хребта Восточного Кавказа, на берегу реки Гуданисчала, левого притока реки Хевсурская Арагви, в 75 километрах от города Душети. Население 22 человека по переписи 2014 года.
В селе Гудани находилось святилище Гуданис-джвари, божества всех хевсуров. Гуданис-джвари помогал хевсурам в войнах, отождествляется с Гиорги.